# Wannenmacher-Museum

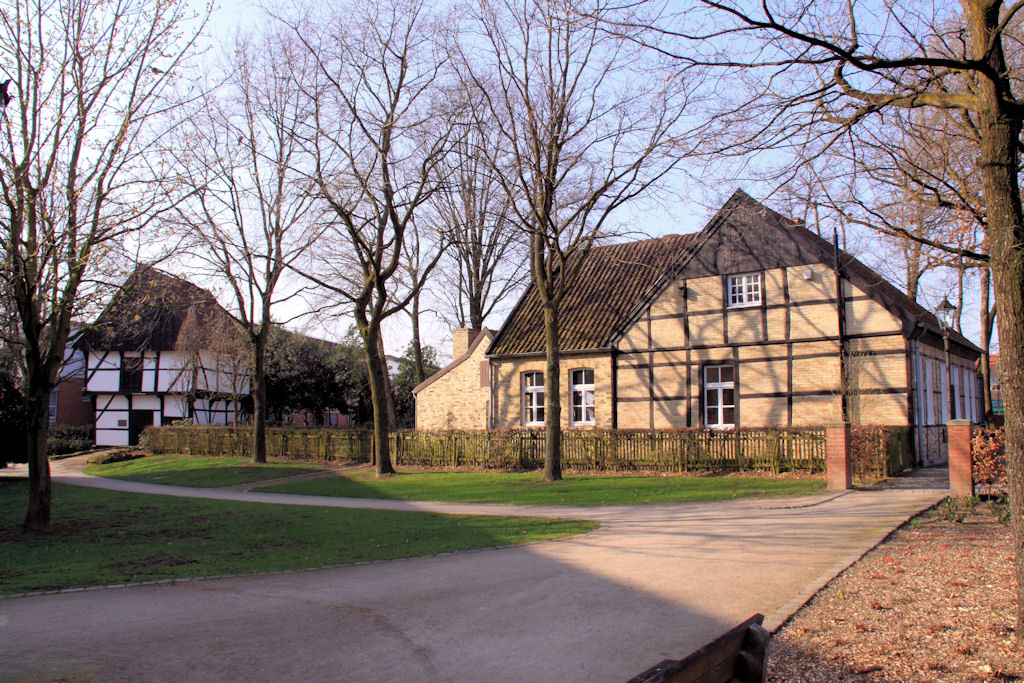
Wannenmachermuseum mit Speicher

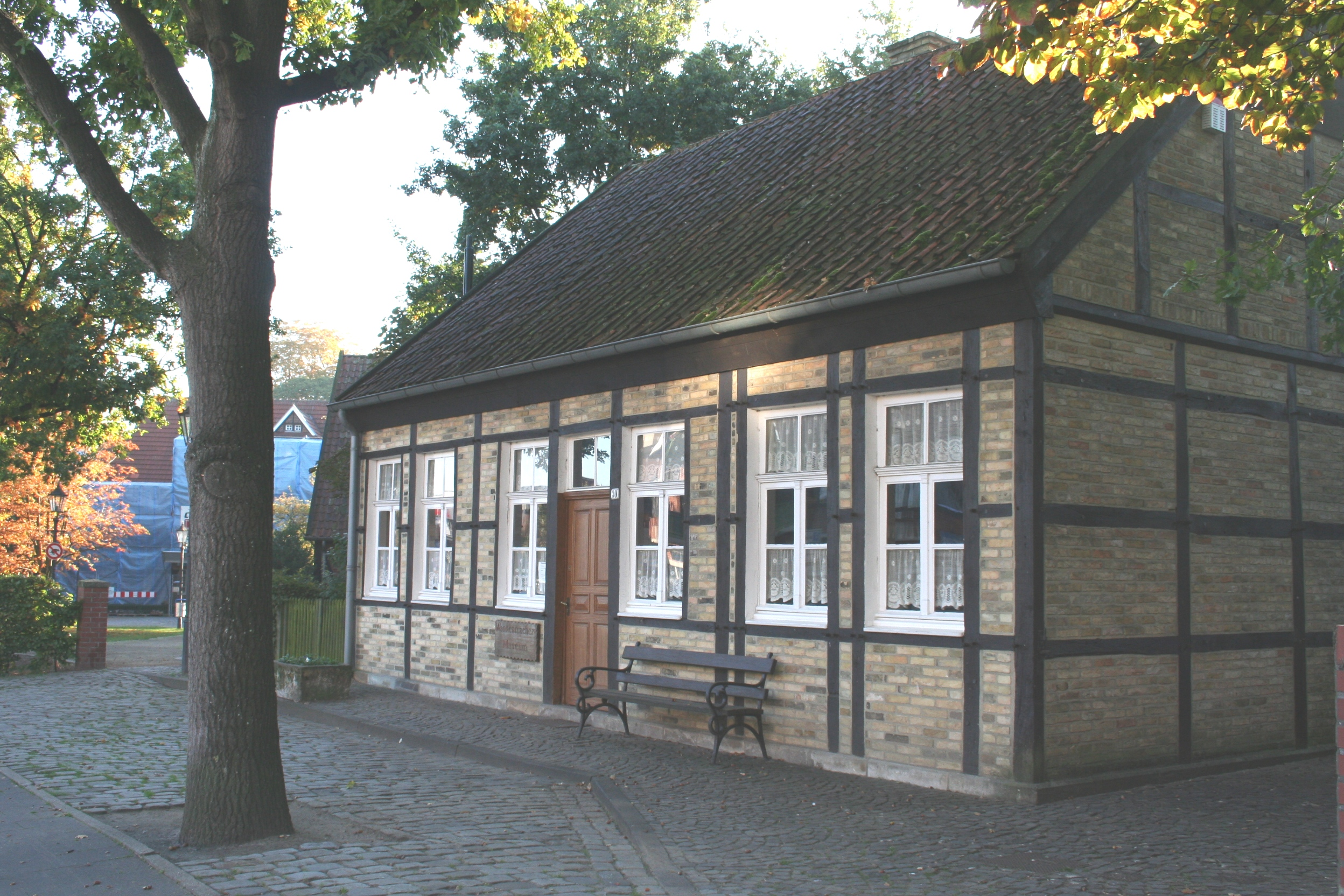
Wannenmacher Museum

Das Wannenmacher-Museum in Emsdetten (Nordrhein-Westfalen) zeigt die Geschichte des alten Handwerks der Wannenmacherei, das jahrhundertelang das wirtschaftliche Leben des Ortes bestimmte. Einige eingerichtete Räume zeigen die Nutzung des Hauses und verdeutlichen Lebens- und Arbeitsweise seiner Bewohner. Der nach Themen gegliederte Ausstellungsbereich bietet Hintergrundinformationen zur Struktur.

## Themen
Im Wannenmacher-Museum werden im Einzelnen folgende Themen dargestellt:
- Die Küche
- Das sonntägliche Wohnzimmer
- Aufkommen, Verarbeitung, und Typen der Wanne
- Die Entwicklung der Wannenmacherei in Emsdetten
- Die Werkstatt
- Die Arbeit des Wannenmachers
- Produktionssortiment und Handel
- Der Gebrauch der Wanne in der Landwirtschaft
- Das Spleiten, eine Gemeinschaftsarbeit.

## Geschichte
Das Haus des jetzigen Museums wurde 1875 vom Wannenmacher Hermann Löbbel an der Wilhelmstraße 17 errichtet. 1927 kam dann das zugehörige Nebengebäude, das sogenannte Spleithüesken, hinzu. 1982 wurde das Gebäude von der Stadt Emsdetten erworben und abgetragen. Am 14. Mai 1985 wurde es dann, am jetzigen Standort an der Mühlenstraße, als Wannenmacher-Museum eröffnet.